# Ammóniosz (grammatikus)
Ammóniosz (Ἀμμώνιος, latinosan: Ammonius Grammaticus) (4. század?) görög grammatikus
Személyét korábban összekeverték azzal az Ammóniosz nevű egyiptomi pappal, aki 389-ben az alexandriai pogány templom lerombolása után Konstantinápolyba menekült, ahol az egyháztörténész Szókratész tutora lett. Neve alatt maradt fenn egy szinonimaszótár, az úgynevezett Ammóniosz-lexikon. A szótár eredeti változatát a bübloszi Philón Bübliosz írta az 1. század és a 2. század fordulója körül, minden valószínűség szerint „Peri diaphorasz szémasziasz” (Jelentéskülönbségek) címmel. E művét később többször átdolgozták, így jött létre a későbbi szótár. Az egyik átdolgozóként hagyományozott Ammóniosz kiléte és pontos kora ismeretlen, így még az is elképzelhető, hogy az átdolgozó nem ő volt.